# Peaches & Herb

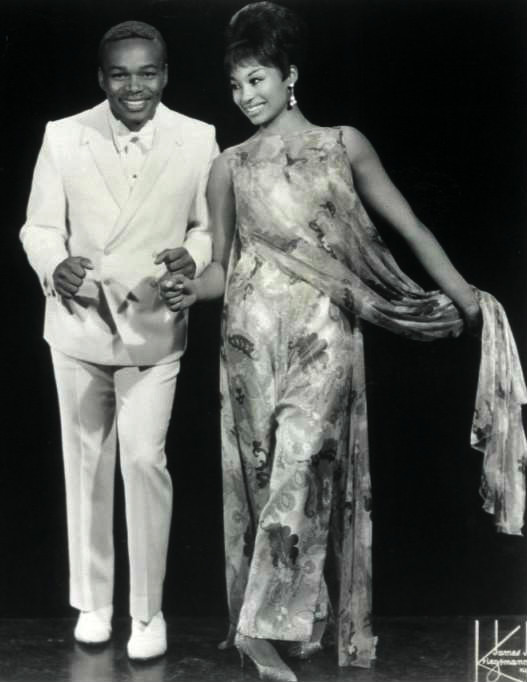
Peaches & Herb, 1968.

Peaches & Herb var en amerikansk sångduo som bildades 1966 och bestod av Herb Fame (född 1942) och Francine "Peaches" Hurd Barker (född 1947, död 2005). Barker uppträdde under duons första år, men kom senare endast att medverka på deras studioinspelningar. Hon ersattes av ett flertal andra sångare under konserter. De slog igenom 1967 med låtarna "Close Your Eyes", "For Your Love" samt Mickey & Sylvia-covern "Love is Strange". Fame lade ner duon 1970 och började istället arbeta inom polisväsendet i Washington D.C. Samma år hade gruppen en mindre hit i Sverige med en inspelning av Simon and Garfunkels "The Sound of Silence".
Fame återupplivade dock duon 1976, nu med sångaren Linda Greene. Denna version av duon nådde stor framgång med discosingeln "Shake Your Groove Thing" 1978. Nästa singelsläpp, "Reunited" blev en än större hitsingel och nådde förstaplatsen på Billboard Hot 100-listan, samt blev fyra i Storbritannien. De spelade in låtar tillsammans fram till 1983 då duon åter blev upplöst. Fame började uppträda under gruppnamnet för tredje gången 1990, och har tillsammans med olika sångare fortsatt uppträda in på 2000-talet. Sedan 2009 är Meritxell Negre duons kvinnliga sångare.